# تانغ مياو
تانغ مياو (بالصينية: 唐淼) هو لاعب كرة قدم صيني في مركز الدفاع، ولد في 16 أكتوبر 1990 في داليان في الصين. شارك مع منتخب الصين لكرة القدم. أما مع النوادي، فقد لعب مع نادي بكين سينوبو غوان ونادي غوانغجو آر أند إف.

## وصلات خارجية
- تانغ مياو على موقع قاعدة بيانات كرة القدم.إي يو (الإنجليزية)
- تانغ مياو على موقع ناشيونال فوتبول تيمز (الإنجليزية)
- تانغ مياو على موقع Soccerway.com (الإنجليزية)